# Franz von Holstein
Franz von Holstein (Brunswick, 16 de febrero de 1826-Leipzig, 22 de mayo de 1878) fue un compositor alemán.

## Biografía
Era hijo del duque de Brunswick, coronel y miembro del consejo de guerra, Werner von Holstein (1784-1857).
Holstein ingresó en el cuerpo de cadetes del 6 de octubre de 1845 como segundo teniente en el regimiento de infantería y participó en la campaña contra Dinamarca entre 1848 y 1849. Ya como primer teniente, desde el 18 de marzo de 1850, fue asistente del 2.º Batallón de Landwehr, y finalizó sus servicios el 11 de marzo de 1853.
Ya durante su entrenamiento como oficial, compuso la ópera Zwei Nächte in Venedig (Dos noches en Venecia), así como canciones y baladas. En 1853 llegó a Leipzig, donde estudió contrapunto con Moritz Hauptmann y recibió clases de piano de Ignaz Moscheles. Después de permanecer en Roma, Berlín y París, se hizo cargo de la administración de la Sociedad Bach en Leipzig y fue miembro fundador de la Fundación Bach (Bach-Vereins. Además de tres óperas, escribió dos oberturas, una cantata, obras de música de cámara y piezas para piano, y tenía una excelente reputación como compositor de canciones.
Holstein fue enterrado en el Neuen Johannisfriedhof (ahora Lapidarium Alter Johannisfriedhof) en Leipzig. En Leipzig, su esposa Hedwig, hija del alcalde, Rudolf Julius Salomon, creó el llamado Holstein-Stift, una fundación para apoyar a los estudiantes de música sin recursos.

## Obra
- Der Haideschacht, ópera (1868)
- Der Erbe von Morley, ópera (1872)
- Die Hochländer, ópera (1876)
- Canciones para voz, dúos, coro mixto y masculino
- Música de cámara
- Oberturas